# Билейка
Билейка — деревня в городском округе Богданович Свердловской области. Управляется Кунарской сельской администрацией.

## География
Деревня Билейка расположена на обоих берегах реки Белейки, при впадении её в реку Кунару по правому берегу, в 10 километрах к западу от административного центра округа и района — города Богдановича.

## Население
| 2002 | 2010 | 2021 |
| ---- | ---- | ---- |
| 253  | ↗276 | ↘198 |

Структура
По данным переписи 2002 года, русские составляли 96 % от числа жителей Билейки. По данным переписи 2010 года, в деревне проживали 136 мужчин и 140 женщин.

## Инфраструктура
Деревня Билейка включает четыре улицы.
| Список улиц | Список улиц | Список улиц |
| #           | Тип         | Название    |
| ----------- | ----------- | ----------- |
| 1           | улица       | Азина       |
| 2           | улица       | Мичурина    |
| 3           | улица       | Набережная  |
| 4           | улица       | Советская   |